# Museo Arqueológico Municipal de Jerez de la Frontera
El museo Arqueológico de Jerez es un museo de arqueología que se encuentra en Jerez de la Frontera (Andalucía, España), considerado uno de los museos más relevantes de la ciudad y de la provincia de Cádiz. Se localiza en la plaza del Mercado, junto al palacio Riquelme, la Pinacoteca Rivero y la iglesia de San Mateo.
Los fondos existentes en el Museo Arqueológico de Jerez proceden principalmente de los yacimientos catalogados en su propio término municipal, el segundo de mayor extensión de España, el cual abarca el municipio urbano, las márgenes del río Guadalete y varios yacimientos neolíticos, fenicios y romanos.
El museo Arqueológico de Jerez cuenta, entre otras secciones, con una exposición permanente, una sala de exposición temporal, salón de actos, sala de audiovisuales, biblioteca, departamento de educación y acción cultural y departamento de investigación y restauración.
Desde 1997 forma parte del Registro de Museos de Andalucía.
En abril de 2005 se cerró por obras de rehabilitación y ampliación, si bien, se previó su reapertura a comienzos de 2011. No fue hasta el 23 de noviembre de 2012 cuando se llevó a cabo la reapertura tras estar siete años cerrado, recibiendo felicitaciones de las administraciones competentes por el resultado.

## Origen

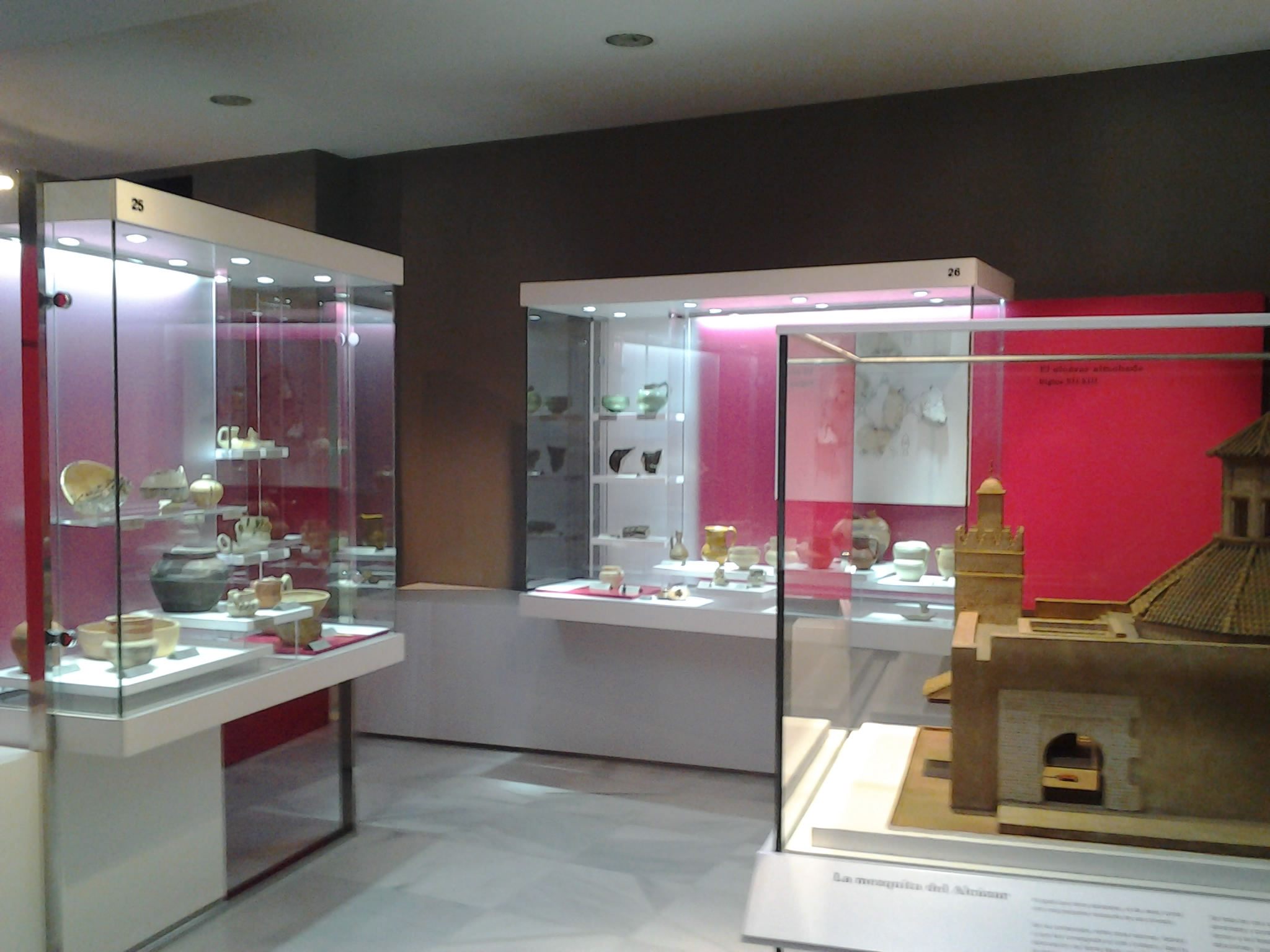
Interior del museo, Jerez islámico

El origen del museo es el  "Depósito arqueológico municipal" constituido en el Cabildo Viejo jerezano en 1873, edificio donde se encontraba la Biblioteca. Durante el primer tercio del XX la colección aumentó debido al interés de los arquitectos municipales José y Rafael Esteve. A partir de 1931, por orden de Manuel Esteve Guerrero, la colección se ordena y se abre al público en 1935.
En 1963, se convirtió por Orden Ministerial en Museo Arqueológico Municipal.
En 1972, se cerró, debido a las malas condiciones del edificio, permaneciendo 20 años la colección almacenada.
En 1982 se hizo cargo del Museo Rosalía González. En 1983 el Ayuntamiento dispuso la instalación del museo en la plaza del Mercado. Tras una larga rehabilitación, el museo se reinauguró en 1992.

## El edificio
El edificio sede del museo se sitúa en el barrio de San Mateo, una de las collaciones que Alfonso X El Sabio creó tras la Reconquista de la ciudad
El núcleo principal de exposición permanente se encuentra en un palacete de finales del siglo XVIII. Su estructura responde a la tipología de casa patio, propia de los palacios del Barroco. Las instalaciones actuales se distribuyen en torno a tres patios.
Este inmueble pasó a ser en 1838, gracias a la herencia de Juan Sánchez, el colegio de Humanidades San Juan Bautista, embrión del actual Instituto Padre Luis Coloma. En 1851 pasaría ser el Instituto Provincial. En 1884 el Instituto Provincial se trasladó y el inmueble pasó a ser ocupado por la Escuela de Santo Domingo. En 1890 se construyó la sala Julián Cuadra. Siguió siendo centro de enseñanza hasta su abandono a principios de la década de los años 1970.
Posteriormente fue habilitado para acoger la sede del Museo Arqueológico Municipal.

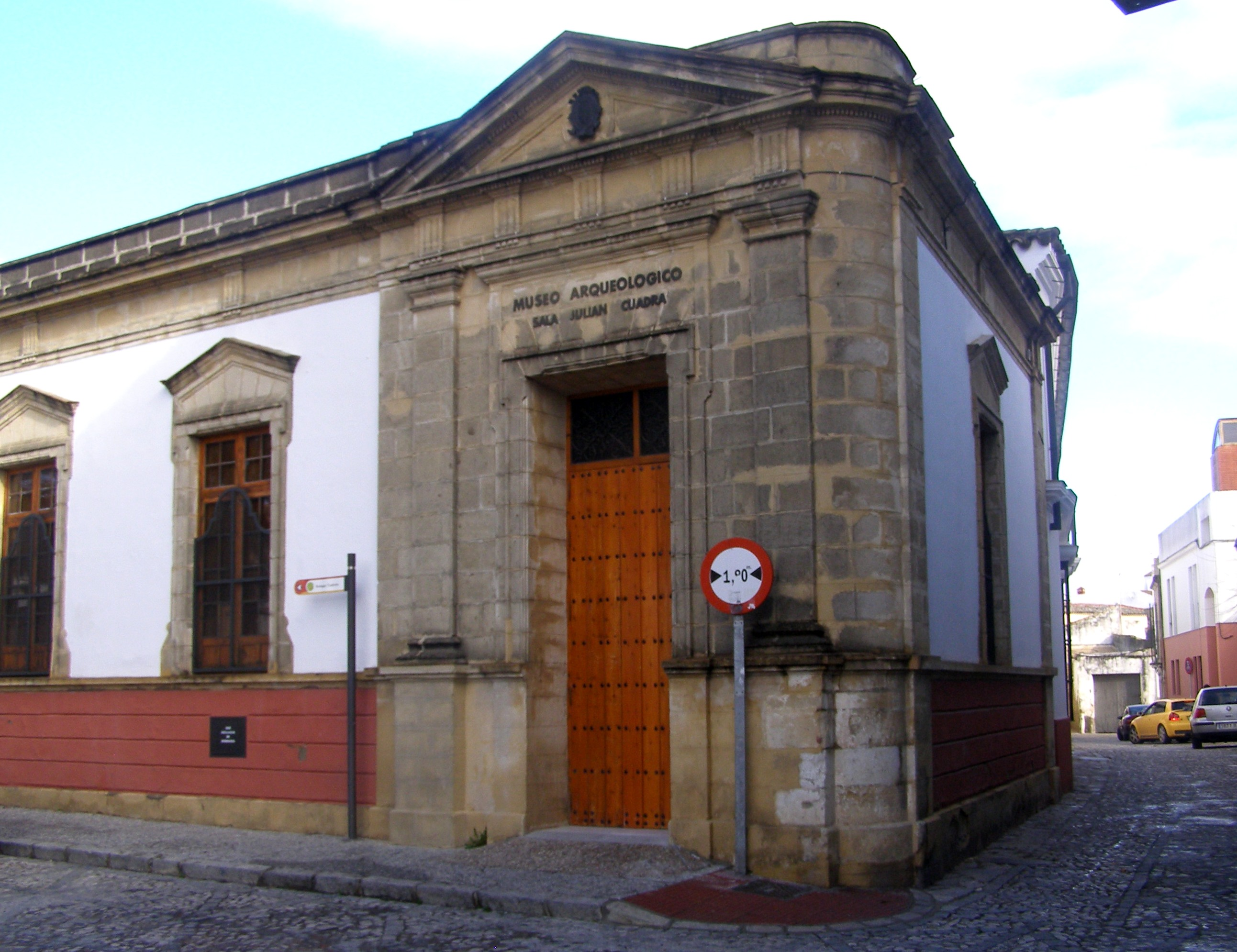
Edificio principal del Museo Arqueológico.

## Instalaciones
Salas del museo:
- Patio: piezas de los periodos prerromano, romano y visigodo.
- Sala 1: Geografía.
- Sala 2: Paleolítico.
- Sala 2: Neolítico.
- Sala 3: Edad del Cobre.
- Sala 4: Protohistoria.
- Salas 4, 5 y 6: Imperio Romano.
- Sala 6: Periodo Visigodo.
- Sala 7. Numismática.
- Salas 8 y 9: Islámico y Bajo Medieval.
- Sala 9: siglos XIV al XVIII

En 2020 se trabaja en utilizar parte de la biblioteca para hacer una sala de exposiciones temporal.

## Colecciones

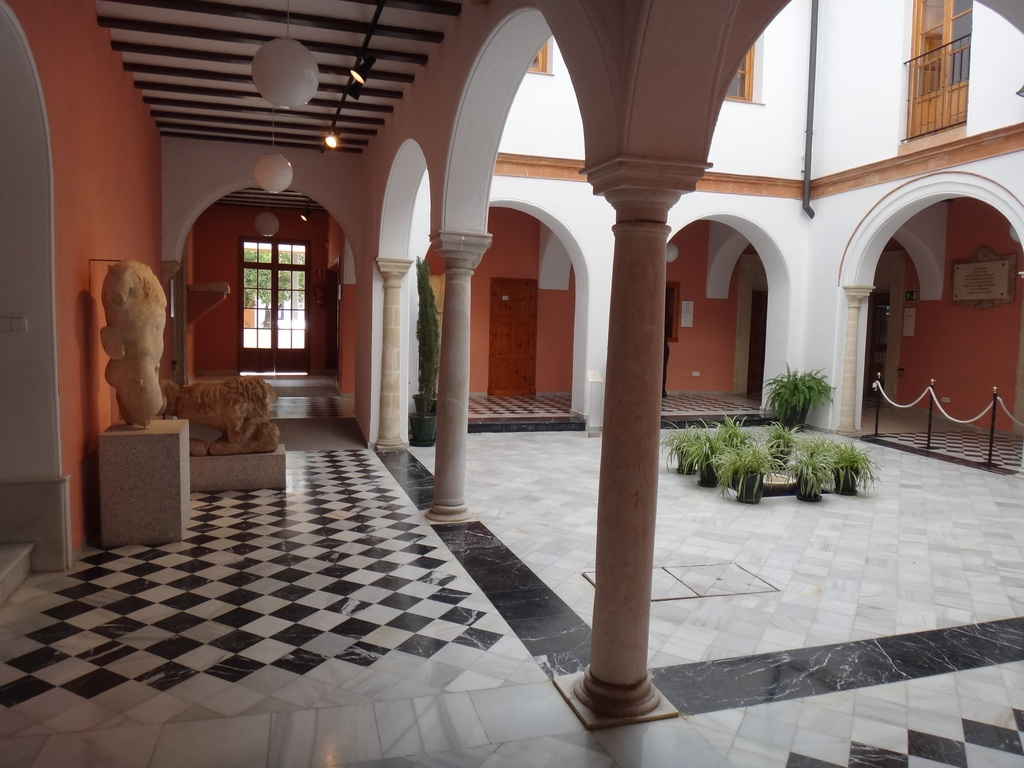
Patio del museo

El Museo tiene diversas colecciones en exposición y en depósito, además de hacer préstamos a otros museos
En la tercera planta tiene una colección de arte sacro.

## Taller
El museo cuenta con una zona de tratamiento y recuperación de piezas históricas

## Difusión
El museo realiza actividades para difundir la cultura entre los más jóvenes, incluyendo talleres de verano
La Asociación "Amigos del Museo Arqueológico" lleva desde los años 90 haciendo un importante voluntariado sobre él.

## Principales atractivos
- Casco griego corintio, único en España, hallado en las inmediaciones de la Cartuja en el río Guadalete.
- Placa de cinturón grabada de la necrópolis de Haza de la Torre (El Cuervo).
- Botella califal del periodo islámico.
- Retratos romanos y otros objetos de Mesas de Asta.[17]
- Ídolo cilíndrico oculado del Cerro de las Vacas, de Lebrija.
- Materiales de las excavaciones en las cuevas de la Dehesilla y el Parralejo.
- Acuñaciones (siglo III a. C. – XIX).
- Reproducciones de pinturas y grabados de la Cueva de la Motilla.
- Maqueta de los yacimientos arqueológicos.
- Puntas de lanza y flechas del año 2000 a. C. encontradas en Torre Melgarejo[18]

### Fondos
El Museo cuenta con una gran cantidad de objetos en su fondo, destacando por su reciente fecha 300 placas litográficas protegidas por ley originarias de finales del siglo XIX y principios del siglo XX, principalmente de la primera industria del jerez.
Igualmente, el museo realiza actividades de recuperación de piezas de la historia reciente de la ciudad, como la Feria del Ganado de Jerez

## Reconocimientos
Los arqueólogos del Museo de Jerez recibirán en 2018 la Insignia de Oro del Centro de Estudios Históricos Jerezanos (CEHJ)